# Riversleigh

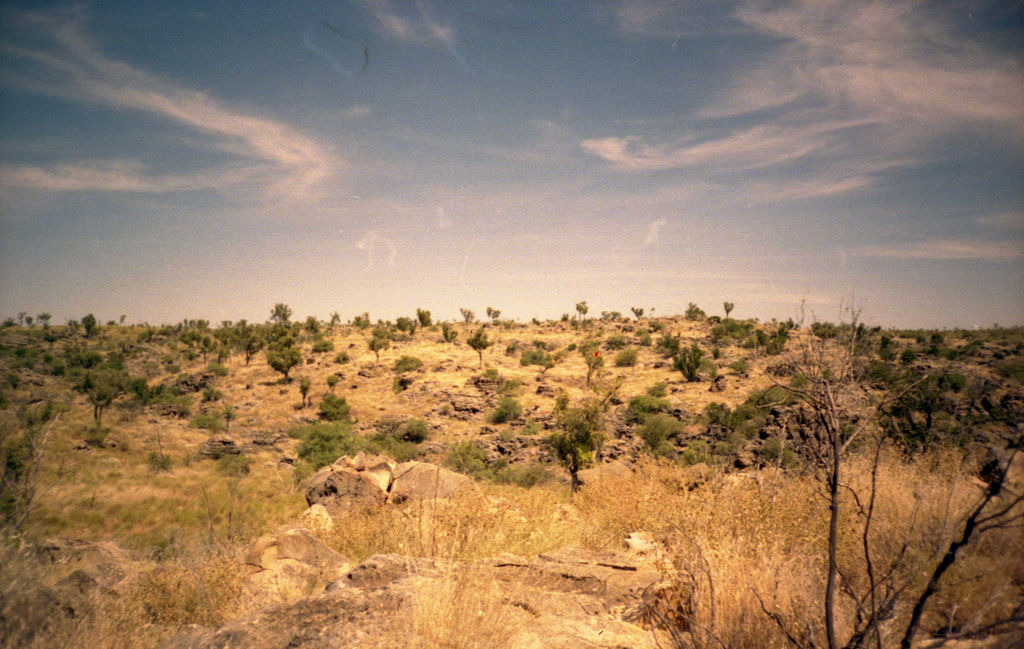
Riversleigh

Riversleigh im Nordwesten des australischen Bundesstaates Queensland ist eine der wichtigsten Fossilienfundstätten Australiens und seit 1994 eine Stätte des UNESCO-Weltnaturerbes.
Das Gebiet umfasst etwa 100 km². Es ist eine wichtige Fundstätte für Fossilien von Säugetieren des Oligozän und Miozän und ist Teil des Boodjamulla-Nationalparks.
Die Fossilien in Riversleigh sind in Kalkstein eingeschlossen, der sich in kalkreichen Süßwasserbecken und Höhlen bildete, als sich das Ökosystem vom tropischen Regenwald zu einem semi-ariden Grasland wandelte. 35 fossile Fledermausarten wurden hier nachgewiesen, was einen Weltrekord darstellt. Der Schädel und das nahezu komplette Gebiss des 15 Millionen Jahre alten Kloakentieres Obdurodon dicksoni sind ein wichtiges Bindeglied in der Evolution dieser nur Australien und Neuguinea vorkommenden Ordnung. Seltene Fossilien aus der Familie des ausgerotteten Beutelwolfes wurden in Riversleigh nachgewiesen.

## Fossilienfunde
Säugetiere
- Yalkaparidon, ein bizarres Beuteltier
- Ekaltadeta, ein fleischfressendes känguruartiges Beuteltier
- Silvabestius, ein Riesenwombat
- Balbaroo, ein Verwandter des Moschusrattenkängurus mit großen Eckzähnen
- Wakaleo, ein Beutellöwe
- Priscileo, ein Beutellöwe
- Fossilien der Gattung Burramys, die rezent noch mit dem Bergbilchbeutler vorkommt
- Nimbacinus, ein Vorläufer des Beutelwolfes
- Obdurodon, ein Riesen-Schnabeltier
- Brachipposideros, eine Blattnasenfledermaus
- Nimiokoala, ein Koala
- Yarala, ein Nasenbeutler
- Paljara, ein kleines Possum

Vögel
- Pengana, ein Greifvogel
- Menura tyawanoides, ein prähistorischer Leierschwanz
- der erste fossile Nachweis der Familie Orthonychidae

Reptilien
- Trilophosuchus, ein Krokodil
- Baru, ein Krokodil
- Montypythonoides (=Morelia), die Riversleigh-Python
- Yurlunggur, Nanowana und Wonambi, ausgestorbene Schlangen aus der Familie der Madtsoiidae